# Barabajagal
Albums de Donovan
The Hurdy Gurdy Man
(1968) Open Road
(1970)
Barabajagal est le septième album studio de Donovan, sorti en août 1969.
La chanson-titre et Trudi sont enregistrées avec le Jeff Beck Group.
Le titre du single "In bed with me" a été transformé en "Trudi" lors de la sortie de l'album

## Titres
Toutes les chansons sont de Donovan Leitch, sauf mention contraire.

### Face 1
1. Barabajagal (Love Is Hot) – 3:20
2. Superlungs (My Supergirl) – 2:39
3. Where Is She? – 2:46
4. Happiness Runs – 3:25
5. I Love My Shirt – 3:19

### Face 2
1. The Love Song – 3:14
2. To Susan on the West Coast Waiting – 3:12
3. Atlantis – 5:06
4. Trudi – 2:23
5. Pamela Jo – 4:24